# Campionati europei di ciclismo su strada 2014 - Gara in linea femminile Under-23
La gara in linea femminile Under-23 dei Campionati europei di ciclismo su strada 2014 è stata corsa il 12 luglio in Svizzera, con partenza e arrivo a Nyon, su un percorso di 14,4 km da ripetere 9 volte per un totale  di 129,6 km. La medaglia d'oro è stata vinta dall'olandese Sabrina Stultiens con il tempo di 3h32'35" alla media di 36,6 km/h. Al secondo posto l'italiana Elena Cecchini, davanti alla francese Annabelle Dreville.
Hanno preso il via 75 cicliste, 69 delle quali hanno completato la gara.

## Squadre partecipanti
| N.    | Cod. | Squadra         |
| ----- | ---- | --------------- |
| 1     | AUT  | Austria         |
| 4-9   | BEL  | Belgio          |
| 10    | CZE  | Repubblica Ceca |
| 11-12 | DEN  | Danimarca       |
| 13-20 | FRA  | Francia         |
| 21-25 | GER  | Germania        |
| 27-34 | NLD  | Paesi Bassi     |
| 35    | HUN  | Ungheria        |
| 36-43 | ITA  | Italia          |
| 44-46 | LTU  | Lituania        |
| 47-48 | NOR  | Norvegia        |
| 49-56 | POL  | Polonia         |

| N.    | Cod. | Squadra     |
| ----- | ---- | ----------- |
| 57    | PRT  | Portogallo  |
| 58-65 | RUS  | Russia      |
| 66    | SVK  | Slovacchia  |
| 67-74 | ESP  | Spagna      |
| 77    | SWE  | Svezia      |
| 78-82 | SUI  | Svizzera    |
| 83    | UKR  | Ukraina     |
| 84    | CYP  | Cipro       |
| 85    | BLR  | Bielorussia |
| 86    | ITA  | Italia      |
| 87    | GER  | Germania    |

## Ordine d'arrivo (Top 10)
| Pos. | Corridore          | Squadra     | Tempo    |
| ---- | ------------------ | ----------- | -------- |
| 1    | Sabrina Stultiens  | Paesi Bassi | 3h32'35" |
| 2    | Elena Cecchini     | Italia      | s.t.     |
| 3    | Annabelle Dreville | Francia     | s.t.     |
| 4    | Thalita de Jong    | Paesi Bassi | a 41"    |
| 5    | Anouska Koster     | Paesi Bassi | s.t.     |
| 6    | Linda Indergand    | Svizzera    | s.t.     |
| 7    | Floortje Mackaij   | Paesi Bassi | s.t.     |
| 8    | Charlotte Bravard  | Francia     | s.t.     |
| 9    | Aleksandra Čekina  | Russia      | s.t.     |
| 10   | Rossella Ratto     | Italia      | s.t.     |